# Мелушеети
Мелушеети (груз. მელუშეეთი) — село в Грузии, на территории Чиатурского муниципалитета края (мхаре) Имеретия.

## География
Село находится на западе центральной части Грузии, в долине реки Буджа (бассейн Квирилы), на расстоянии приблизительно 8 километров (по прямой) к северо-западу от города Чиатура, административного центра муниципалитета. Абсолютная высота — 704 метра над уровнем моря.

## Население
По результатам официальной переписи населения 2014 года, в Мелушеети проживал 131 человек (64 мужчины и 67 женщин). В национальной структуре населения грузины составляли 100 %.
| Год  | Население, человек |
| ---- | ------------------ |
| 2002 | 271                |
| 2014 | ↘ 131              |